# 儀禮正義
《儀禮正義》，清代胡培翬撰，共四十卷。
《仪礼正义》是胡培翬積四十餘年之功撰成，精研周公、孔子、子夏之儀禮，其牽涉廣泛，从冠婚飨射到朝聘丧葬，無一不及，多記載古代宫室、车旗、服饰、饮食、丧葬、祭礼等，有如古代社会生活的史詩之作。汪士鐸說：此書“张皇幽渺，阐扬圣绪，二千馀岁绝学也”。是《儀禮》研究的集大成之作。
胡培翬出身績溪金紫胡氏家族，世傳經學，尤重禮學。有感於治禮的學者太少。嘉慶十九年（1814年），胡培翬住在胡承珙家時，開始著手草創《儀禮疏》。道光二十五（1845年），胡培翬身患風痹，猶力疾從事，改以左手寫作。道光二十九年（1849年），七月培翬棄世，尚有〈士昏禮〉、〈鄉飲酒禮〉、〈鄉射禮〉、〈燕禮〉、〈大射儀〉等五篇未完，這部分由他的學生楊大堉及族侄胡肇昕等人補述完成。楊君补缀的五篇，水平自不可與胡氏同日而语。罗惇衍曰：“培翚撰正义，约有四例：一曰疏经以补注，二曰通疏以申注，三曰汇各家之说以附注，四曰采他说以订注，书凡四十卷，至贾氏公彦之疏，或解经而违经旨，或申注而失注意，不可无辨。”